# Stazione di Mores-Ittireddu
La stazione di Mores-Ittireddu, già stazione di Mores, è una fermata ferroviaria (chiusa al pubblico) situata tra gli abitati di Mores (nel cui comune è compresa) e Ittireddu, situata lungo la ferrovia Cagliari-Golfo Aranci.

## Storia

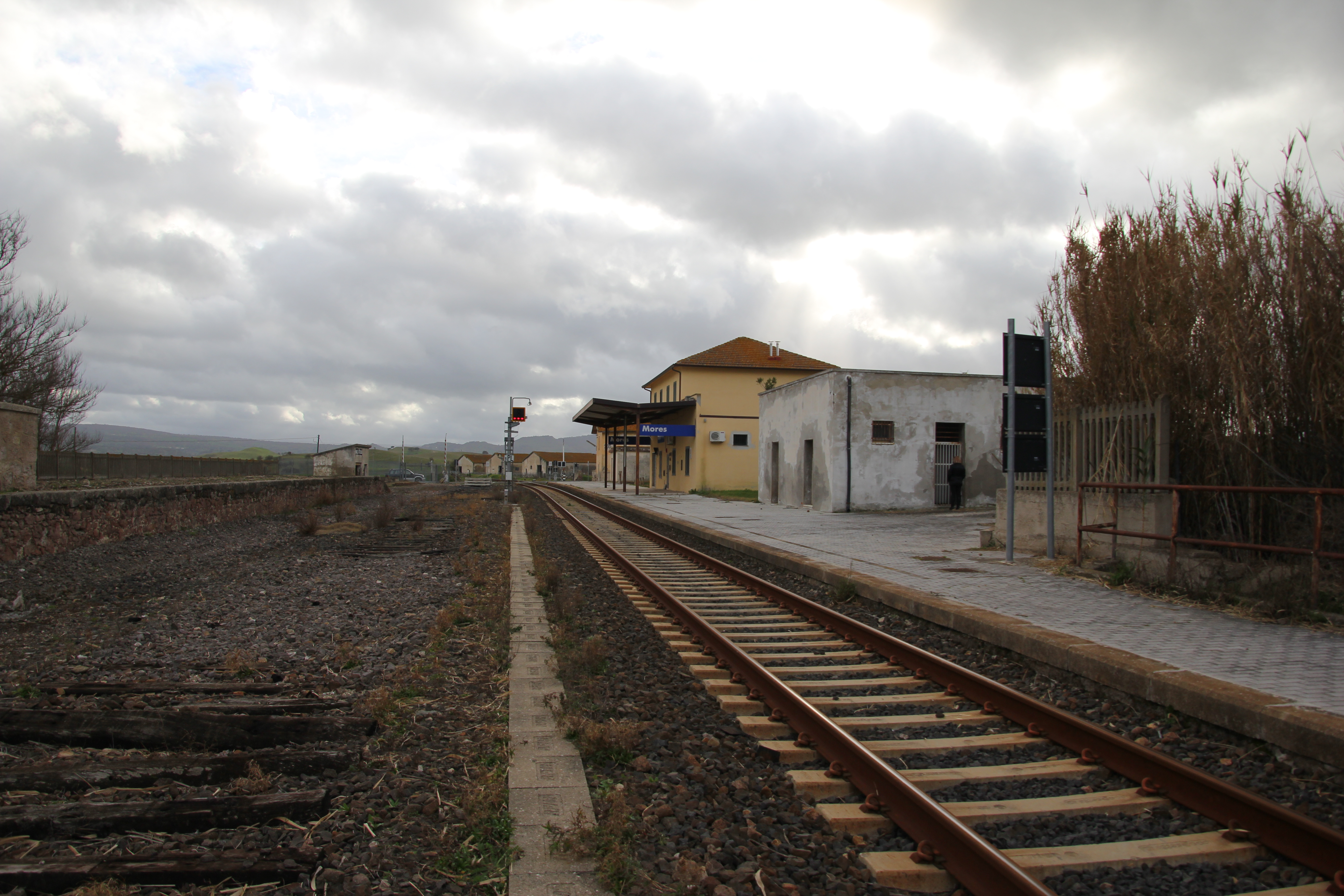
Vista dello scalo in direzione Cagliari: l'area sulla sinistra ospitava sino al 2005 i binari due e tre, poi smantellati

L'impianto nacque come stazione negli anni settanta dell'Ottocento, nell'ambito della costruzione della linea Cagliari-Golfo Aranci della Compagnia Reale delle Ferrovie Sarde in corso in quegli anni, il cui percorso si sarebbe poi sviluppato ad alcuni chilometri a est di Mores. La stazione, costruita a circa quattro chilometri dal paese, venne inaugurata il 21 dicembre 1878, data di apertura del tronco ferroviario tra Chilivani e Giave della linea. La stazione era denominata all'epoca col nome della sola Mores, e fu gestita sino al 1920 dalla Compagnia Reale.
In seguito sia la Dorsale Sarda che la stazione di Mores passarono alle Ferrovie dello Stato (che a loro volta ne cedettero la proprietà nel 2001 alla propria controllata RFI). Nell'immediato dopoguerra la stazione cambiò denominazione, associando a Mores anche il nome del vicino comune di Ittireddu; in seguito a metà anni novanta nell'impianto cessarono sia il traffico merci che quello viaggiatori. Lo scalo fu quindi ridimensionato dal punto di vista infrastrutturale negli anni duemila, restando dotato del solo binario di corsa; venne trasformato in fermata il 31 luglio 2005.

## Strutture e impianti

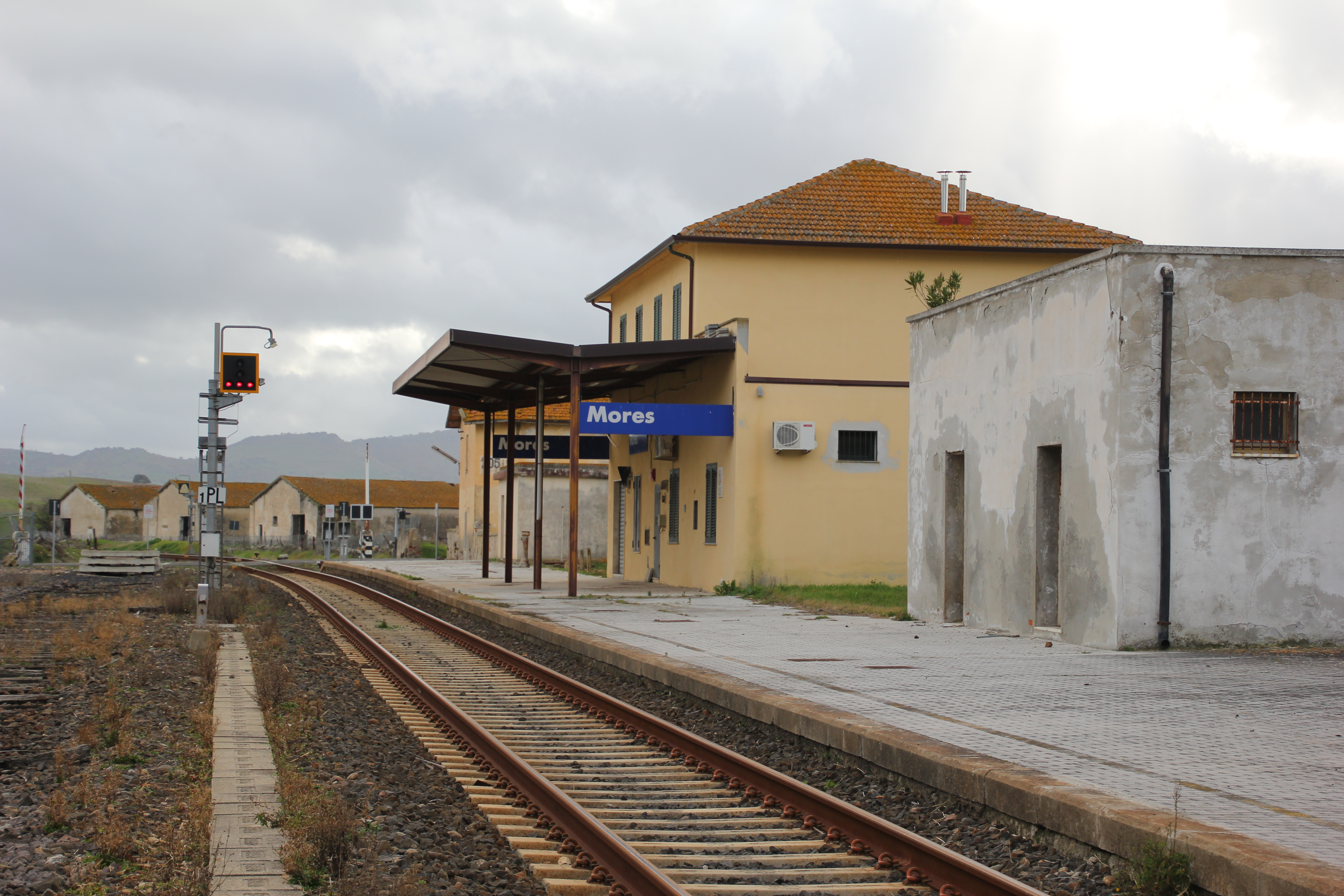
Il binario di linea, affiancato dalla relativa banchina e dal fabbricato viaggiatori

La fermata presenta una configurazione del piano del ferro composta dal solo binario di corsa, a scartamento ordinario (1435 mm) affiancato da una banchina: esso è il più occidentale dei binari presenti sino a metà anni duemila nell'impianto, che era dotato anche di un secondo binario passante e di un terzo, parallelo alle strutture dello scalo merci. Quest'ultimo si componeva di un piano caricatore e di un piccolo locale adibito a magazzino, ancora presenti nell'impianto.
All'altro capo dello scalo, a ovest del binario uno, si trovano gli altri fabbricati dell'impianto: tra essi il principale è quello viaggiatori, costruzione a pianta rettangolare con sviluppo su due piani per buona parte della larghezza, con tetto a falde in laterizi. A nord dello stesso è presente un fabbricato di servizio realizzato sul solo piano terra mentre dalla parte opposta si trovano il locale dei servizi igienici ed i resti di una casa cantoniera ferroviaria, posta a guardia del passaggio a livello sulla SS 128 bis situato nella parte sud dell'impianto.

## Movimento

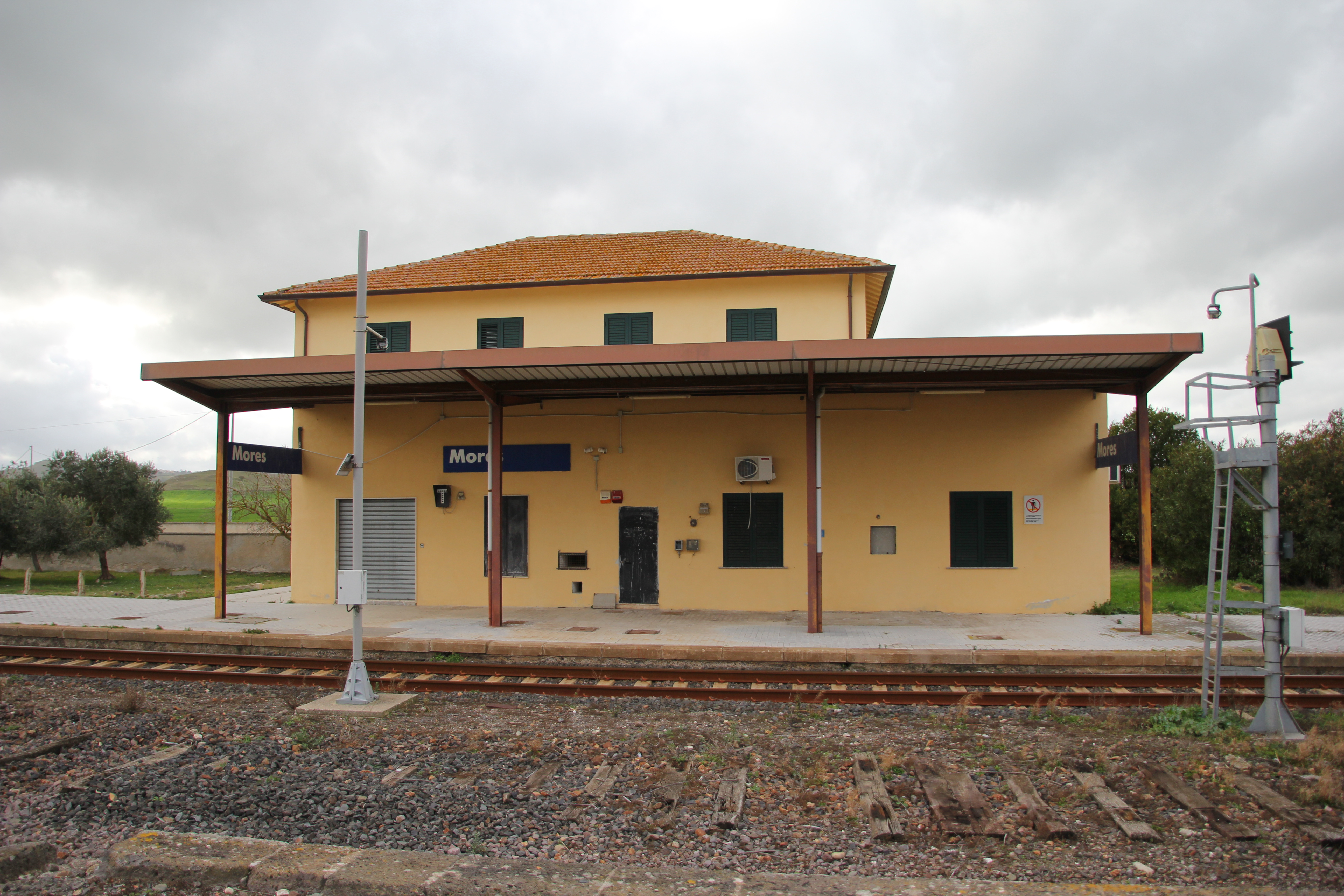
Il fabbricato viaggiatori, in uso per esclusive finalità legate all'esercizio ferroviario dopo la cessazione dei treni passeggeri nell'impianto

Dalla metà degli anni novanta la fermata è disabilitata al servizio viaggiatori, e nessun convoglio in transito dinanzi alla struttura vi effettua sosta. In precedenza la fermata, allora stazione, era servita dai treni delle FS in esercizio sulla Cagliari-Golfo Aranci.